# Csenge
Csenge est un prénom hongrois féminin.

## Étymologie
Ancien nom hongrois d'origine inconnue.